# Projekce (teorie množin)
Projekce je v teorii množin jeden ze dvou blízce příbuzných typů funkcí nebo operací:
- Množinově-teoretická operace typizovaná {\displaystyle j}-tým projekčním zobrazením, zapisovaným {\displaystyle \mathrm {proj} _{j},} která vybírá {\displaystyle j}-tou složku {\displaystyle {\vec {x}}=(x_{1},\ \dots ,\ x_{j},\ \dots ,\ x_{k})} kartézského součinu {\displaystyle (X_{1}\times \cdots \times X_{j}\times \cdots \times X_{k}),} tj. {\displaystyle \mathrm {proj} _{j}({\vec {x}})=x_{j}.}[1]
- Funkce, která zobrazí prvek {\displaystyle x} na jeho třídu ekvivalence podle zadané ekvivalence {\displaystyle E,}[2] nebo ekvivalentně surjektivní zobrazení z množiny na jinou množinu.[3] Funkce zobrazující prvky na třídy ekvivalence je surjektivní zobrazení, a každé surjektivní zobrazení odpovídá relaci ekvivalence, podle které jsou dva prvky ekvivalentní právě tehdy, když mají stejný obraz. Výsledek projekce se zapisuje {\displaystyle [x]_{E}} nebo pouze {\displaystyle [x]} pokud je zřejmé, o jakou ekvivalenci se jedná.